# Родригес, Валентин
Диего Валентин Родригес Алонсо (исп. Diego Valentín Rodríguez Alonso; род. 13 июня 2001, Монтевидео) — уругвайский футболист, защитник клуба «Пеньяроль».

## Клубная карьера
Родригес — воспитанник клуба «Пеньяроль». 16 января 2021 года в матче против «Серро» он дебютировал в уругвайской Примере. 16 июля в поединке Южноамериканского кубка против «Насьоналя» Валентин забил свой первый гол за «Пеньяроль». В том же году он стал чемпионом страны.  

## Достижения
Клубные
 «Пеньяроль»
- Победитель уругвайской Примеры — 2021